# Campionati europei di atletica leggera 2010 - 1500 metri piani maschili
La competizione si è svolta tra il 27 ed il 30 luglio 2010.

## Podio
| #       | Atleta            | Nazionalità | Tempo   | Note |
| ------- | ----------------- | ----------- | ------- | ---- |
| Oro     | Arturo Casado     | Spagna      | 3'42"74 |      |
| Argento | Carsten Schlangen | Germania    | 3'43"52 |      |
| Bronzo  | Manuel Olmedo     | Spagna      | 3'43"54 |      |

## Record
Prima di questa competizione, il record del mondo (RM), il record europeo (EU) ed il record dei campionati (RC) sono i seguenti:
| Record                | Prestazione | Atleta                     | Data                              | Competizione            |
| --------------------- | ----------- | -------------------------- | --------------------------------- | ----------------------- |
| Record mondiale       | 3'26"00     | Hicham El Guerrouj Marocco | 14 luglio 1998 Roma, Italia       |                         |
| Record europeo        | 3'28"95     | Fermín Cacho Spagna        | 13 agosto 1997 Zurigo, Svizzera   |                         |
| Record dei campionati | 3'35"27     | Fermín Cacho Spagna        | 9 agosto 1994 Helsinki, Finlandia | Campionati europei 1994 |

## Programma
| Data           | Ora   | Turno    |
| -------------- | ----- | -------- |
| 28 luglio 2010 | 20:40 | 1º turno |
| 30 luglio 2010 | 22:00 | Finale   |

## Risultati

### 1º turno
Passano il turno i primi 4 di ogni batteria più i migliori 4 tempi.

#### Batteria 1
| Pos" | Corsia | Nome                 | Paese       | Tempo   | Note |
| ---- | ------ | -------------------- | ----------- | ------- | ---- |
| 1    | 3      | Andy Baddeley        | Regno Unito | 3'41"46 | Q    |
| 2    | 4      | Manuel Olmedo        | Spagna      | 3'41"47 | Q    |
| 3    | 13     | Carsten Schlangen    | Germania    | 3'41"65 | Q    |
| 4    | 12     | Colin McCourt        | Regno Unito | 3'41"77 | Q    |
| 5    | 9      | Christian Obrist     | Italia      | 3'42"02 | q    |
| 6    | 5      | Yoann Kowal          | Francia     | 3'42"06 | q    |
| 7    | 7      | Goran Nava           | Serbia      | 3'42"40 | q    |
| 8    | 11     | Kim Ruell            | Belgio      | 3'42"94 |      |
| 9    | 8      | Morten Toft Munkholm | Danimarca   | 3'43"05 |      |
| 10   | 10     | Rory Chesser         | Irlanda     | 3'44"01 |      |
| 11   | 1      | Rizak Dirshe         | Svezia      | 3'44"40 |      |
| 12   | 2      | Jonas Hamm           | Finlandia   | 3'44"98 |      |
| 13   | 6      | Morten Velde         | Norvegia    | 3'45"20 |      |

#### Batteria 2
| Pos" | Corsia | Nome                 | Paese       | Tempo   | Note |
| ---- | ------ | -------------------- | ----------- | ------- | ---- |
| 1    | 10     | Reyes Estévez        | Spagna      | 3'40"86 | Q    |
| 2    | 2      | Arturo Casado        | Spagna      | 3'40"98 | Q    |
| 3    | 12     | Tom Lancashire       | Regno Unito | 3'41"68 | Q    |
| 4    | 4      | Mateusz Demczyszak   | Polonia     | 3'42"15 | Q    |
| 5    | 7      | Andreas Vojta        | Austria     | 3'42"16 | q    |
| 6    | 9      | Henrik Ingebrigtsen  | Norvegia    | 3'42"62 |      |
| 7    | 5      | Kristof Van Malderen | Belgio      | 3'42"80 |      |
| 8    | 11     | Niclas Sandells      | Finlandia   | 3'42"82 |      |
| 9    | 14     | Thomas Chamney       | Irlanda     | 3'43"60 |      |
| 10   | 1      | Mikael Bergdahl      | Finlandia   | 3'43"90 |      |
| 11   | 8      | Dmitrijs Jurkevics   | Lettonia    | 3'45"21 |      |
| 12   | 6      | Moritz Waldmann      | Germania    | 3'48"60 |      |
| 13   | 13     | Péter Szemeti        | Ungheria    | 3'52"14 |      |
| 14   | 3      | Niels Verwer         | Paesi Bassi | 3'52"67 |      |

#### Sommario
| Pos. | Batteria | Corsia | Nome                 | Paese       | Tempo   | Note |
| ---- | -------- | ------ | -------------------- | ----------- | ------- | ---- |
| 1    | 2        | 10     | Reyes Estévez        | Spagna      | 3'40"86 | Q    |
| 2    | 2        | 2      | Arturo Casado        | Spagna      | 3'40"98 | Q    |
| 3    | 1        | 3      | Andy Baddeley        | Regno Unito | 3'41"46 | Q    |
| 4    | 1        | 4      | Manuel Olmedo        | Spagna      | 3'41"47 | Q    |
| 5    | 1        | 13     | Carsten Schlangen    | Germania    | 3'41"65 | Q    |
| 6    | 2        | 12     | Tom Lancashire       | Regno Unito | 3'41"68 | Q    |
| 7    | 1        | 12     | Colin McCourt        | Regno Unito | 3'41"77 | Q    |
| 8    | 1        | 9      | Christian Obrist     | Italia      | 3'42"02 | q    |
| 9    | 1        | 5      | Yoann Kowal          | Francia     | 3'42"06 | q    |
| 10   | 2        | 4      | Mateusz Demczyszak   | Polonia     | 3'42"15 | Q    |
| 11   | 2        | 7      | Andreas Vojta        | Austria     | 3'42"16 | q    |
| 12   | 1        | 7      | Goran Nava           | Serbia      | 3'42"40 | q    |
| 13   | 2        | 9      | Henrik Ingebrigtsen  | Norvegia    | 3'42"62 |      |
| 14   | 2        | 5      | Kristof Van Malderen | Belgio      | 3'42"80 |      |
| 15   | 2        | 11     | Niclas Sandells      | Finlandia   | 3'42"82 |      |
| 16   | 1        | 11     | Kim Ruell            | Belgio      | 3'42"94 |      |
| 17   | 1        | 8      | Morten Toft Munkholm | Danimarca   | 3'43"05 |      |
| 18   | 2        | 14     | Thomas Chamney       | Irlanda     | 3'43"60 |      |
| 19   | 2        | 1      | Mikael Bergdahl      | Finlandia   | 3'43"90 |      |
| 20   | 1        | 10     | Rory Chesser         | Irlanda     | 3'44"01 |      |
| 21   | 1        | 1      | Rizak Dirshe         | Svezia      | 3'44"40 |      |
| 22   | 1        | 2      | Jonas Hamm           | Finlandia   | 3'44"98 |      |
| 23   | 1        | 6      | Morten Velde         | Norvegia    | 3'45"20 |      |
| 24   | 2        | 8      | Dmitrijs Jurkevics   | Lettonia    | 3'45"21 |      |
| 25   | 2        | 6      | Moritz Waldmann      | Germania    | 3'48"60 |      |
| 26   | 2        | 13     | Péter Szemeti        | Ungheria    | 3'52"14 |      |
| 27   | 2        | 3      | Niels Verwer         | Paesi Bassi | 3'52"67 |      |

### Finale
| Pos.    | Corsia | Nome               | Paese       | Tempo   | Note |
| ------- | ------ | ------------------ | ----------- | ------- | ---- |
| Oro     | 9      | Arturo Casado      | Spagna      | 3'42"74 |      |
| Argento | 7      | Carsten Schlangen  | Germania    | 3'43"52 |      |
| Bronzo  | 6      | Manuel Olmedo      | Spagna      | 3'43"54 |      |
| 4       | 11     | Reyes Estévez      | Spagna      | 3'43"67 |      |
| 5       | 10     | Yoann Kowal        | Francia     | 3'43"71 |      |
| 6       | 2      | Andy Baddeley      | Regno Unito | 3'43"87 |      |
| 7       | 1      | Christian Obrist   | Italia      | 3'43"91 |      |
| 8       | 8      | Mateusz Demczyszak | Polonia     | 3'44"42 |      |
| 9       | 12     | Colin McCourt      | Regno Unito | 3'44"78 |      |
| 10      | 5      | Tom Lancashire     | Regno Unito | 3'44"92 |      |
| 11      | 4      | Andreas Vojta      | Austria     | 3'45"68 |      |
| 12      | 3      | Goran Nava         | Serbia      | 3'45"77 |      |